# Artabanos av Persien
Artabanos (grekiska Αρταβανος, latin Artabanus) var minister under den persiske kungen Xerxes I. Artabanos, som troligen var av hyrkaniskt ursprung, mördade Xerxes år 465 f.Kr., och hyste liknande planer mot Artaxerxes I, som dock lät avrätta honom.